# 산페드로 (코트디부아르)

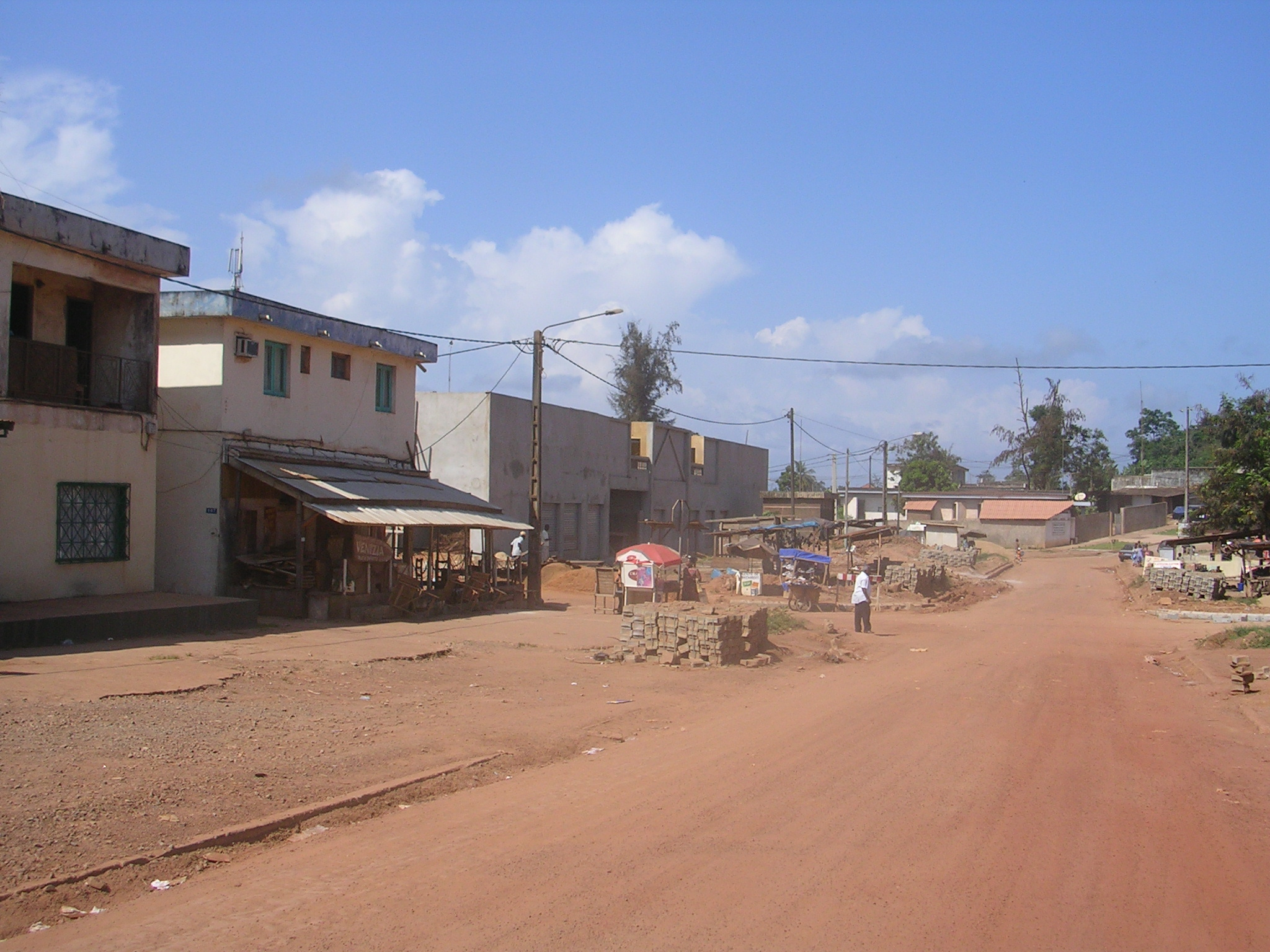
산페드로 시가지

산페드로(San Pédro)는 코트디부아르 남서부에 위치한 도시로, 바사산드라 주의 주도이며 코트디부아르에서 두 번째로 큰 항구 도시이다. 인구는 131,800명(1998년 기준)이며 시 북서쪽에는 유네스코가 지정한 세계유산으로 선정된 타이 국립공원이 있다. 1960년대부터 크게 발전했으며 주요 산업은 어업이다.